# Juhász Péter (irodalomtörténész)
Juhász Péter (Komádi, 1930. október 20.) magyar irodalomtörténész, műfordító, kritikus. A Studia Slavica szerkesztőbizottsági tagja.
Kutatási területe a bolgár irodalomtörténet.

## Életpályája
1948-1950 között az ELTE BTK magyar szakos hallgatója volt. 1950-1953 között a Szófiai Egyetemen bolgárt tanult. 1953-1959 között a Külügyminisztérium munkatársa volt. 1954-1956 között a moszkvai, 1956-1958 között pedig a szófiai nagykövetség kulturális attaséja, a szófiai Magyar Kulturális Intézet igazgatója volt. 1959-1962 között a Magyar Tudományos Akadémia Könyvtárában tudományos kutatóként dolgozott. 1962 óta a Magyar Tudományos Akadémia kelet-európai irodalmak tanszéki kutatócsoportjának munkatársa, 1973 óta csoportvezetője.

## Művei
- Bolgár elbeszélők (szerkesztő, 1965)
- A bolgár irodalom története (Sipos Istvánnal, 1966)
- A bolgár irodalom kistükre (szerkesztő, 1969)
- Margarétás záporok. Mai bolgár költők (szerkesztő, 1973)
- Még egyszer a delfinekről. Mai bolgár elbeszélők (szerkesztő, 1973)

## Műfordításai
- Elin Pelin: Kései aratás (elbeszélés, Sipos Istvánnal, 1962)
- Vera Mutafcsieva: Cem szultán (történelmi regény, 1976)
- Jordan Radicskov: Zűrzavar (dráma, 1977)
- Pavel Vezsinov: Éjszakai felderítés. Kisregények és elbeszélések (Szenczei Lászlóval, 1979)
- Sztaniszlav Sztratiev: Velúrzakó. Két színdarab (1980)
- Jordan Radicskov: Kecskeszakáll (elbeszélés, Karig Sárával, 1980)
- Emilijan Sztanev: Lázár és Jézus (Szondi Györggyel, 1985)

## Díjai
- Cirill és Metód Díj
- Bolgár Kormánykitüntetés (1969, 1975)